# Diploglossus lessonae
Diploglossus lessonae — вид веретільницеподібних ящірок родини Diploglossidae. Ендемік Бразилії. Вид названий на честь італійського зоолога Мішеля Лессона.

## Поширення і екологія
Diploglossus lessonae мешкають на північному сході Бразилії, а штатах Алагоас, Баїя, Сеара, Сержипі, Ріу-Гранді-ду-Норті, Пернамбуку і Параїба. Вони живуть в заростях каатинги, у анклавах вологих лісів та в атлантичних лісах, серед опалого листя і повалених дерев та в тріщинах серед скель. Живляться комахами та іншими безхребетними, відкладають яйця.